# Миколаївська церква (Гути)
Миколаївська церква — дерев'яна церква в селі Гути, Конотопського району.

## Історія
Храм побудований у 1899 році за кошти жителів села Гути. Того ж року був освячений.